# Watara sudra
Watara sudra är en insektsart som först beskrevs av William Lucas Distant 1908.  Watara sudra ingår i släktet Watara och familjen dvärgstritar. Inga underarter finns listade i Catalogue of Life.